# Bomolocha fuscomaculalis
Bomolocha fuscomaculalis är en fjärilsart som beskrevs av Saalmüller 1880. Bomolocha fuscomaculalis ingår i släktet Bomolocha, och familjen nattflyn. Inga underarter finns listade i Catalogue of Life.